# پیش‌گفتار(کتاب)

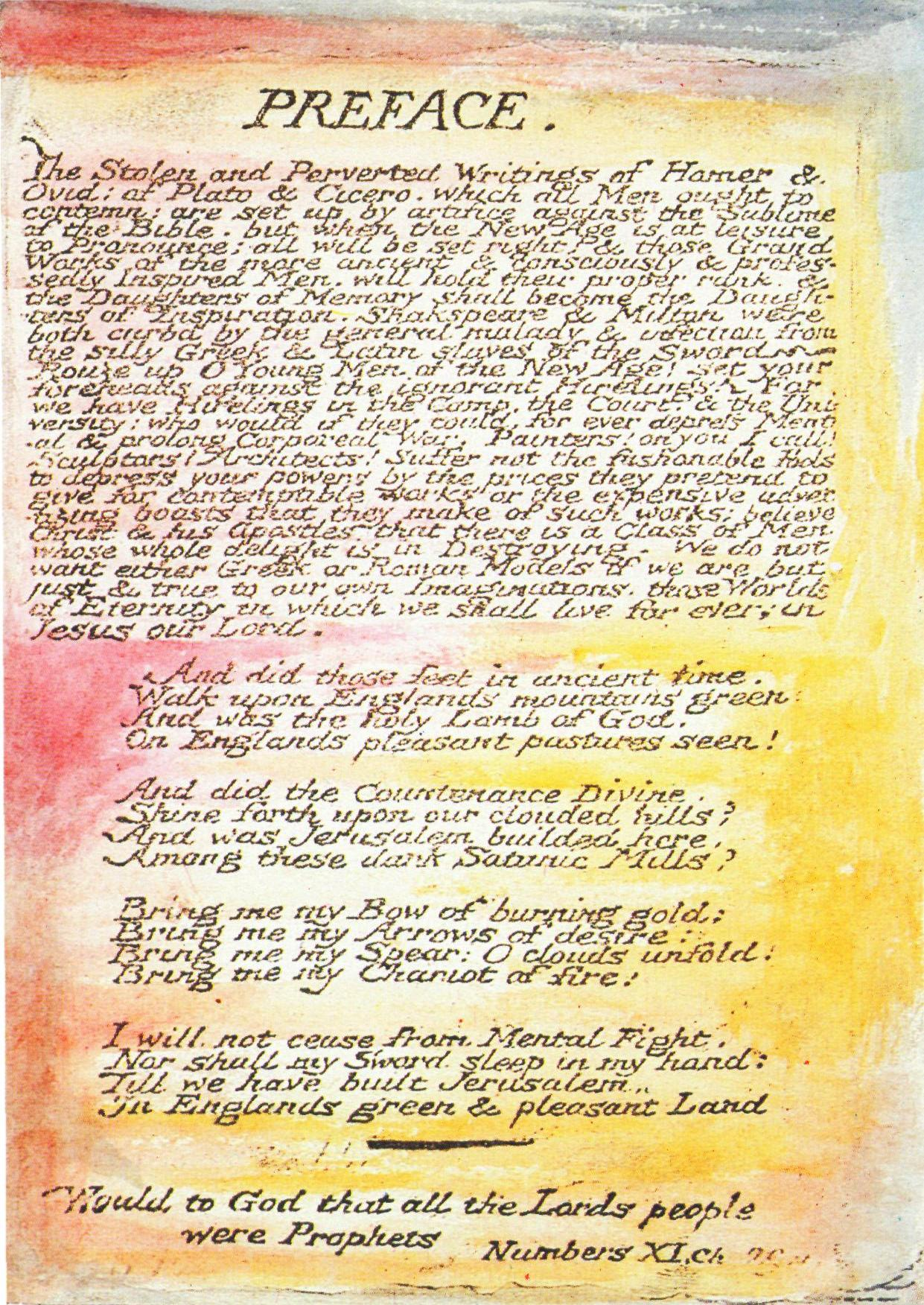
پیشگفتار شعر میلتون اثر ویلیام بلیک

پیش‌گفتار (انگلیسی: Preface)، اصطلاحی که می‌تواند به معنای هر بیان مقدماتی باشد. گاهی به اختصار pref می‌گویند.
پیشگفتار (‎/ˈprɛfəs/‎) یا proem (‎/ˈproʊɛm/‎) مقدمه ای بر یک کتاب یا اثری ادبی نوشته شده توسط نویسنده اثر است و اغلب با قدردانی از کسانی که در شکل‌گیری اثر کمک کرده‌اند پایان می‌یابد.
پیشگفتار از لاتین آمده‌است، به معنای «صحبت مقدماتی» (prae و fatia) یا "از پیش " (prae +factum).

## برای مطالعهٔ بیشتر
- تاریخچه مقدمه به چندین زبان در: Tötösy de Zepetnek, Steven آمده‌است. ابعاد اجتماعی داستان: در مورد بلاغت و کارکرد پیشگفتار رمان در کانادا قرن نوزدهم. براونشوایگ-ویسبادن: Westdeutscher (Friedr. Vieweg & Sohn)، 1993. CLCWeb: ادبیات و فرهنگ تطبیقی.
- تفاوت بین پیشگفتار، پیشگفتار و مقدمه، patmcnees.com